# Hanna Melnychenko
Hanna Melnychenko (Georgia, 24 de abril de 1983) es una atleta nacida en Georgia nacionalizada ucraniana, especialista en la prueba de heptalón, con la que llegó a ser campeona mundial en 2013.

## Carrera deportiva
En el Mundial de Moscú 2013 gana la medalla de oro en heptalón, por delante de la canadiense Brianne Theisen-Eaton y la neerlandesa Dafne Schippers.